# 崔恩淑
崔恩淑（1986年2月28日—）是一名韩国击剑运动员。她在2012年夏季奥林匹克运动会中，参加了女子团体重剑比赛并获得银牌。她也参加了2006年和2014年亚洲运动会，两届亚运各获得一枚银牌。